# Верхњеволшко језеро
Верхњеволшко језеро (рус. Верхневолжское водохранилище) вештачко је језеро на северозападу европског дела Руске Федерације, на северозападу Тверске области. Изграђено је на горњем делу тока реке Волге на подручју Осташковског, Селижаровског и Пеновског рејона.
Површина језера је око 183 км², а просечна запремина око 0,466 км³. Дужина језера је око 85 километара, ширина до 6 километара. При просечном водостају површина језера лежи на надморској висини од 206,5 метара. Колебање водостаја је до 4,5 метара.
Језеро је настало 1845. године преграђивањем корита реке Волге и прво је од бројних вештачких језера које је изграђено у кориту ове реке. Брана је дугачка 46 метара, ширине 16,1 метар, а максималне висине 9,5 метара. Максимална пропусна моћ бране је 420 м³/с, док је просечан проток на годишњем нивоу око 29 м³/сек.
Градњом Верхњеволшког језера са током Волге директно су повезана и бројна Горњоволшка језера (Стерж, Вселуг, Пено и Волго).
Вода из језера се данас користи за водоснабдевање те у рекреационе сврхе (риболов – смуђ, деверика, штука) и туризам.